# Бобров, Дмитрий Васильевич
Дмитрий Васильевич Бобров (род. 7 ноября 1932, д. Стрелица, Костромская область,  РСФСР, СССР) — советский военачальник,  генерал-лейтенант авиации (01.11.1980), Заслуженный военный лётчик СССР (17.08.1978).

## Биография
Родился 7 ноября 1932 года в ныне упразднённой деревне Стрелица находившейся на территории нынешнего Подвигалихинского сельского поселения Мантуровского района Костромской области. Русский.
В 1951 году  после окончания  аэроклуба в городе Киров  поступил в Сталинградское военное авиационное училище лётчиков, затем был переведен в Армавирское высшее военное авиационное училище лётчиков. В январе 1954 года, после окончания училища, лейтенант Бобров служил лётчиком в 32-м гвардейском истребительном авиационном полку на аэродроме Кубинка. В 1956 году поступает слушателем на   Командный факультет Краснознаменной Военно-воздушной академии. В 1959 году после окончания академии - командир звена, истребительная авиация ПВО (аэродром Ахтырка, Сумская область, Украина). С 1960 года вновь служит в 32-м гвардейском истребительном авиационном полку: с июля 1961 года - командир звена, принимал участие в операции «Анадырь», с января 1963 года- начальник разведки полка, с августа 1965 года - командир 2-й эскадрильи, с мая 1968 года- заместитель командира полка (аэродром Кубинка), с июля 1969 года - командир полка (аэродром Шаталово, Смоленская область). С октября 1971 года - заместитель командира 9-й истребительной авиационной дивизии (аэродром Кубинка).
В ноябре  1972 года полковник Бобров назначен командиром 11-й гвардейской истребительной авиационной дивизии 36-й воздушной армии Южной группы войск (аэродром Текель, Венгрия).  В ноябре 1975 года генерал-майор  Бобров назначен  заместителем командующего ВВС Московского военного округа по боевой подготовке, с 1977 года  1-й заместитель командующего ВВС МВО.
С декабря 1979 года –  командующий 4-й воздушной армией оперативного назначения Резерва Верховного главнокомандования (штаб – Легница, Северная группа войск). С 1985 года генерал-лейтенант Бобров назначен командующим  15-й воздушной армией и  ВВС Прибалтийского ВО. С марта 1988 года генерал-лейтенант Бобров – в запасе. Живет в Москве.
Освоил самолеты УТ-2, Як-18, Як-11, МиГ-15, МиГ-17, МиГ-19, МиГ-21, МиГ-23. Общий налет – более 3000 часов.

## Награды
СССР
- два ордена Красной Звезды[2];
- орден «За службу Родине в Вооружённых Силах СССР» III степени[2].

медали, в том числе
- «Ветеран Вооружённых Сил СССР» (1988);
- «За укрепление боевого содружества»;
- «За безупречную службу I степени» (1971).

знаки
- Заслуженный военный лётчик СССР (17.08.1978)

Других государств
- медаль «Братство по оружию» (30.01.1985, ПНР)[5];
- медаль «На страже мира» - золотой степени (ПНР)[6];
- медаль «За укрепление дружбы по оружию» - серебряной степени   (23.04.1985, ЧССР)[7];
- медаль «20-я годовщина Революционных Вооруженных сил Кубы» (Куба)[8]